# Óxido de rubídio
Óxido de rubídio é o composto químico com a fórmula Rb2O. Óxido de rubídio é altammente reativo com a água, e consequentemente não deve ser encontrado naturalmente. O rubídio contido em minerais é frequentemente calculado e cotado em termos de Rb2O. 